# Huétor Tájar
Huétor Tájar là một đô thị trong tỉnh Granada, Tây Ban Nha. Dân số năm 2007 là 9.467 người.